# 大久保博司
大久保 博司（おおくぼ ひろし、1953年5月14日 - ）は、日本の実業家。元NTN代表取締役社長。神奈川県出身。

## 来歴
1977年に慶應義塾大学商学部卒業後、エヌ・テー・エヌ東洋ベアリングに入社。2012年にNTN取締役。2013年にNTN常務取締役。2014年よりNTN代表取締役社長。2021年よりNTN取締役。

## 人物
鈴木泰信会長から社長指名を受けたときの気持ちを、「緊張感」と述懐する。